# Martins Machado
Marcos Martins Machado (São Paulo, 8 de agosto de 1966) é um radialista, pastor e político brasileiro. Integra a Câmara Legislativa do Distrito Federal desde 2019, durante sua oitava legislatura.

## Biografia
Paulista, Machado se tornou morador de Brasília em 1995. Na capital federal, trabalhou como radialista, mediador social e pastor da Igreja Universal do Reino de Deus (IURD).
Em 2018, Machado concorreu a uma vaga na Câmara Legislativa, pelo Partido Republicano Brasileiro (PRB). Durante a campanha, sua principal proposta era a "defesa da família" e recebeu o apoio da IURD. Com 29.457 votos, ou 1,99% dos votos válidos, foi eleito com a maior votação para o cargo naquela eleição. No segundo turno, declarou apoio a Ibaneis Rocha na disputa pelo governo distrital.